# Slawische Sprachen
Die slawischen Sprachen (auch slavisch) bilden einen Hauptzweig der indogermanischen Sprachen. Man unterscheidet gewöhnlich zwischen Ostslawisch, Westslawisch und Südslawisch.
Schätzungsweise 300 Mio. Menschen sprechen eine der rund 20 slawischen Sprachen als Muttersprache, 400 Millionen inklusive Zweitsprechern. Die mit Abstand sprecherreichste slawische Sprache ist das Russische mit rund 150 Mio. Muttersprachlern. Weitere bedeutende slawische Sprachen sind Polnisch (48,6–50,6 Mio. Sprecher) und Ukrainisch (47 Mio. Sprecher). Fast alle größeren slawischen Sprachen sind Nationalsprachen ihrer Länder.
Die Wissenschaft von den slawischen Sprachen, Literaturen und Kulturen heißt Slawistik.

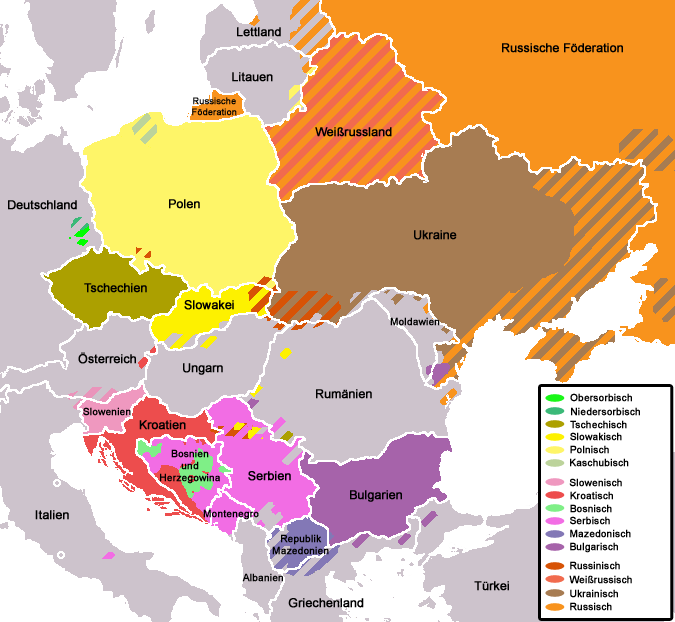
Verbreitung der slawischen Sprachen

## Urslawisch und die Entwicklung der slawischen Sprachen
Der slawische Sprachzweig ist innerhalb des Indogermanischen am nächsten mit dem Baltischen verwandt, was ausnahmslos durch sämtliche lexikostatistischen und glottochronologischen Berechnungen gestützt wird. Einige nehmen an, dass es auch einmal eine gemeinsame balto-slawische Ursprache gegeben hat.
Die slawischen Sprachen sind aus einer gemeinsamen Protosprache entstanden, die als Urslawisch oder Protoslawisch bezeichnet wird und der die älteste bekannte slawische Schriftsprache, das Altkirchenslawische, zeitlich am nächsten kommt. Geschrieben wurde das Altkirchenslawische in zwei Alphabeten (Glagoliza und Kyrilliza). Zu einer Schriftsprache wurde das Altkirchenslawische durch die Übersetzertätigkeit der beiden Brüder Konstantin (Kyrill) und Method aus Thessaloniki im Rahmen der Slawenmission im 9. Jahrhundert. Die von Konstantin-Kyrill geschaffene glagolitische Schrift ist eine Originalschöpfung und wurde nur für rund zwei Jahrhunderte bei den Südslawen, hauptsächlich im Bulgarischen Reich, verwendet. In Bulgarien wurde die Glagoliza noch reformiert, bevor die Kyrilliza am Hofe der bulgarischen Zaren in Preslaw entstand, wo das Altkirchenslawische als Staats-, Sakral-, und Literatursprache diente. Auch wenn im mittelalterlichen Bulgarischen Reich die beiden Schriften, also Glagoliza und Kyrilliza, zeitweise nebeneinander existierten, wurde die erste bis spätestens im 11. Jh. von der Kyrillica verdrängt. Zu den ältesten altkirchenslawischen Sprachdenkmälern zählen u. a. die Aprakosevangelien, „Savvina Kniga“ (kyrill.) und die Kiever Blätter (glagolit.). Im 12. Jahrhundert wurde das Kyrillische durch die Orthographie von Tarnowo reformiert und stellte die Grundlage für das Kirchenslawische dar.
Das kyrillische Alphabet, das im 18. Jahrhundert unter Peter dem Großen reformiert und an die lateinischen Buchstaben angepasst wurde, wird bis heute für die meisten Sprachen der orthodoxen Slawen verwendet. Die übrigen slawischen Sprachen werden hingegen im lateinischen Alphabet geschrieben.
Die drei Hauptzweige Ost-, West- und Südslawisch haben sich wahrscheinlich in der Mitte des 1. Jahrtausends n. Chr. aus dem Urslawischen entwickelt; danach kam es durch weitere Wanderungen zur Ausbildung der heutigen Sprachenvielfalt. Große Bedeutung bei der Ausformung des Slawischen aus dem Indogermanischen haben die Lautprozesse der Palatalisierung und der Tendenz zur steigenden Silbensonorität.

## Klassifikation der slawischen Sprachen
Die slawischen Sprachen zerfallen sprachlich sowie geographisch in drei Hauptgruppen: Ostslawisch, Westslawisch und Südslawisch. Insgesamt lassen sich die slawischen Sprachen wie folgt klassifizieren:
Ostslawische Sprachen
- Altnowgoroder Dialekt  †
- Altostslawisch (Altrussisch)  †
- Russisch
- Ruthenisch (Altbelarussisch, Altukrainisch)  †
- Belarussisch
- Ukrainisch
- Russinisch: Karpato-Russinisch und Jugoslawo-Russinisch
- Westpolessisch

Westslawische Sprachen
- lechische Gruppe
  - Polnisch einschließlich schlesisches Polnisch  (*)
  - Elb- und Ostseeslawisch
    - Kaschubisch
    - Slowinzisch  †
    - Polabisch (Elbslawisch)  †
    - Pomoranisch (Ostseeslawisch)  †
- sorbische Gruppe
  - Niedersorbisch
  - Obersorbisch
- tschechisch-slowakische Gruppe
  - Slowakisch
  - Tschechisch einschließlich Lachisch  (*)
  - Knaanisch (westl. Judäo-Slawisch)  †

Südslawische Sprachen
- Südostslawisch
  - Altkirchenslawisch  † (auch Altbulgarisch genannt; daraus entwickelte sich das Kirchenslawische)
  - Bulgarisch, Banater Bulgarisch
  - Mazedonisch, Ägäis-Mazedonisch
- Südwestslawisch
  - mittelsüdslawische (serbokroatische) Gruppe
    - Bosnisch
    - Burgenlandkroatisch
    - Kroatisch
    - Moliseslawisch
    - Montenegrinisch
    - Serbisch

  - slowenische Gruppe
    - Slowenisch
    - Resianisch

Bosnisch, Kroatisch, Montenegrinisch und Serbisch stellen aus linguistischer Sicht Standardvarietäten einer gemeinsamen plurizentrischen Sprache dar, die traditionell Serbokroatisch genannt wird. Allerdings gibt es Unterschiede z. B. im Wortschatz, der entsprechend der alten Grenze zwischen West- und Oströmischem Reich im Kroatischen mehr lateinische Lehnwörter aufweist, im Serbischen mehr griechische (vgl. Unterschiede zwischen den serbokroatischen Standardvarietäten). Nach dem Zerfall Jugoslawiens wurden in den Ländern Bosnien und Herzegowina, Kroatien, Montenegro und Serbien vier verschiedene Amtssprachen als Nationalsprachen etabliert.
Das Mazedonische wird von bulgarischer und griechischer Seite oft als bulgarischer Dialekt betrachtet.

### Gemeinsamkeiten und Unterschiede zwischen den slawischen Sprachen
Im Laufe ihrer Sprachgeschichte haben die slawischen Sprachen nicht nur Ähnlichkeiten zueinander bewahrt, sondern auch spezifische Merkmale entwickelt.
|              |              | Muttersprachler | Schrift                 | Akzenttyp                                                    | Zahl der Kasus | Zahl der Tempora | Existenz eines Infinitivs |
| ------------ | ------------ | --------------- | ----------------------- | ------------------------------------------------------------ | -------------- | ---------------- | ------------------------- |
| Ostslawisch  | Belarussisch | 5,1 Mio.        | kyrillisch (lateinisch) | frei, dynamisch                                              | 6 + Vokativ    | 4                | ja                        |
| Ostslawisch  | Russisch     | 143,8 Mio.      | kyrillisch              | frei, dynamisch                                              | 6              | 3                | ja                        |
| Ostslawisch  | Ukrainisch   | 35 Mio.         | kyrillisch              | frei, dynamisch                                              | 6 + Vokativ    | 4                | ja                        |
| Westslawisch | Polnisch     | 38,6 Mio.       | lateinisch              | vorletzte Silbe                                              | 6 + Vokativ    | 4                | ja                        |
| Westslawisch | Slowakisch   | 5 Mio.          | lateinisch              | erste Silbe                                                  | 6              | 4                | ja                        |
| Westslawisch | Tschechisch  | 10,6 Mio.       | lateinisch              | erste Silbe                                                  | 6 + Vokativ    | 3                | ja                        |
| Südslawisch  | Bosnisch     | 2 Mio.          | lateinisch, kyrillisch  | grundsätzlich frei (selten auf der letzten Silbe), melodisch | 6 + Vokativ    | 7                | ja                        |
| Südslawisch  | Bulgarisch   | 5,5 Mio.        | kyrillisch              | frei, dynamisch                                              | 0 + Vokativ    | 9                | nein                      |
| Südslawisch  | Kroatisch    | 8,3 Mio.        | lateinisch              | frei (jedoch nie auf der letzten Silbe), melodisch           | 6 + Vokativ    | 7                | ja                        |
| Südslawisch  | Mazedonisch  | 1,3 Mio.        | kyrillisch              | drittletzte Silbe                                            | 0 + Vokativ    | 10               | nein                      |
| Südslawisch  | Serbisch     | 12,5 Mio.       | lateinisch, kyrillisch  | grundsätzlich frei (selten auf der letzten Silbe), melodisch | 6 + Vokativ    | 7                | ja                        |
| Südslawisch  | Slowenisch   | 2,3 Mio.        | lateinisch              | frei, z. T. melodisch                                        | 6              | 4                | ja                        |

Einen guten Eindruck vom Verwandtschaftsgrad der einzelnen slawischen Sprachen gibt die unten angeführte Tabelle slawischer Wortgleichungen.
Zum Zweck der Binnengliederung sind Vokabeln wichtig, die sich zwischen den Untergruppen unterscheiden (sog. Kognate). Das Wort für „vergessen“ wird in jeder der drei Untergruppen durch verschiedene Vokabeln ausgedrückt (hier zwei Beispielsprachen pro Untergruppe):
|             | Ostslawisch         | Ostslawisch | Ostslawisch         | Ostslawisch         | Westslawisch | Westslawisch | Westslawisch | Südslawisch  | Südslawisch          |
|             | Russisch            | Russinisch  | Belarussisch        | Ukrainisch          | Slowakisch   | Tschechisch  | Polnisch     | Kroatisch    | Bulgarisch           |
| ----------- | ------------------- | ----------- | ------------------- | ------------------- | ------------ | ------------ | ------------ | ------------ | -------------------- |
| „vergessen“ | забывать (zabyvat') | забуду      | забываць (zabyvacʹ) | забувати (zabuvaty) | zabúdať      | zapomínat    | zapominać    | zaboravljati | забравям (zabravjam) |

Häufiger ist der Fall, dass nur eine Untergruppe eine spezielle Vokabel hat, während die beiden anderen Untergruppen zusammengehen. Je fünf Beispiele für diese Situation:
|               | Ostslawisch                                   | Ostslawisch                                   | Westslawisch    | Westslawisch | Westslawisch   | Südslawisch     | Südslawisch                         |
|               | Russisch                                      | Ukrainisch                                    | Slowakisch      | Tschechisch  | Polnisch       | Kroatisch       | Bulgarisch                          |
| ------------- | --------------------------------------------- | --------------------------------------------- | --------------- | ------------ | -------------- | --------------- | ----------------------------------- |
| „Freund“      | друг (drug), приятель (prijatel')             | друг (druh), приятель (prijatel')             | priateľ         | přítel, druh | przyjaciel     | prijatelj, drug | приятел (prijatel), другар (drugar) |
| „heute“       | сегодня (segodnja), сей день (sej den')       | сьогодні (s'ohodni)                           | dnes            | dnes         | dziś           | danas           | днес (dnes)                         |
| „mehr“        | больше (bol'še)                               | більше (bil'še)                               | viac            | více         | więcej         | više            | повече (poveče)                     |
| „öffnen“      | открывать (otkryvat')                         | відкривати (vidkryvaty)                       | otvárať         | otvírat      | otwierać       | otvarati        | отварям (otvarja)                   |
| „unten“       | внизу (vnizu)                                 | внизу (vnizu)                                 | dole            | dole         | na dole        | dole            | долу (dolu)                         |
| „Brust“       | грудь (grud')                                 | груди (hrudy)                                 | prsia, hruď     | prsa, hrud´  | pierś          | grudi           | гърди (gărdi)                       |
| „Dorf“        | село (selo), деревня (derewnja)               | село (selo), деревня (derewnja)               | dedina          | vesnice      | wieś           | selo            | село (selo)                         |
| „sich freuen“ | радоваться (radovat'sja)                      | радіти (radity)                               | tešiť sa        | těšit se     | cieszyć się    | radovati se     | радвам се (radvam se)               |
| „töten“       | убивать (ubivat'), забивать (zabivat')        | вбивати (vbyvaty), забивати (zabivati)        | zabíjať         | zabíjet      | zabijać        | ubijati         | убивам (ubivam)                     |
| „wissen“      | знать (znat'), ведать (wedat')                | знати (znaty), відати (widaty)                | vedieť, poznať  | vědět, znát  | wiedzieć, znać | znati           | зная (znaja)                        |
| „Ende“        | конец (konec), край (kraj)                    | кінець (kinec'), край (kraj)                  | koniec          | konec        | koniec         | kraj            | край (kraj)                         |
| „Haar“        | волос (volos), косы (kosy)                    | волосся (volossja), коси (kosy)               | vlas            | vlas         | włos           | kosa            | коса (kosa)                         |
| „rechts“      | правый (pravyj)                               | правий (pravyj)                               | vpravo, doprava | pravý        | prawy          | desni           | десен (desen)                       |
| „teuer“       | дорогой (dorogoj)                             | дорогий (dorohyj)                             | drahý           | drahý        | drogi          | skup            | скъп (skăp)                         |
| „Tür“         | дверь (dver'), ворота (vorota), врата (vrata) | двері (dveri), ворота (vorota), врата (vrata) | dvere           | dveře        | drzwi          | vrata           | врата (vrata)                       |

Neben den hier genannten lexikalischen Kognaten gibt es auch Entsprechungen auf anderen Ebenen, wie der Grammatik oder der Lautung.

## Geographische Verbreitung und Sprecherzahlen
Die folgende Tabelle enthält eine Übersicht über die geographische Verbreitung und Sprecherzahlen der slawischen Sprachen, gegliedert nach den drei Hauptzweigen. In der Spalte Verbreitung sind Gebiete, in denen die betreffende Sprache Amtssprache ist, fett und Gebiete, in die die betreffende Sprache erst durch Auswanderungen in jüngerer Zeit gelangt ist, kursiv hervorgehoben.
| Sprache                                                           | Verbreitung | Sprecher                                       |
| ----------------------------------------------------------------- | --- | ---------------------------------------------- |
| Ostslawische Sprachen                                             | |                                                |
| Russisch (русский язык)                                           | Russland, Belarus, Kasachstan, Kirgisistan, weitere Länder der ehemaligen Sowjetunion (vor allem Ukraine, Lettland, Estland), USA, Israel, Deutschland, weitere westeuropäische Länder                 | 258 Mio.                                       |
| Ukrainisch (українська мова)                                      | Ukraine, Russland, Kasachstan, Moldau, Polen, Belarus, Slowakei, Rumänien, Nordamerika, Argentinien, Kirgisistan, Lettland, Westeuropa, Tschechien                                                     | 47 Mio.                                        |
| Belarussisch (беларуская мова)                                    | Belarus, Russland, Ukraine, Polen (in der Umgebung von Białystok), Lettland, Litauen, Kasachstan, USA                                                                                                  | 10,2 Mio.                                      |
| Karpato-Russinisch (Ruthenisch) (руски язик)                      | Karpatenukraine (Ukraine, dort aber nicht offiziell anerkannt, sondern als ukrainischer Dialekt betrachtet), nordöstliche Slowakei und angrenzende Gebiete Polens, Emigranten vor allem in Nordamerika | ca. 950 Tsd.                                   |
| Jugoslawo-Russinisch (Batschka-Russinisch) (бачвански руски язик) | Vojvodina (Serbien) und Slawonien (Kroatien) (ursprüngliche Herkunft: Karpatenukraine) | ca. 23,3 Tsd. (Volkszählung aus dem Jahr 1981) |
| Westpolessisch                                                    | im Grenzbereich zwischen der Ukraine und Belarus | ca. 700 Tsd. (Volkszählung aus dem Jahr 1939)  |
| Westslawische Sprachen                                            | |                                                |
| Niedersorbisch (dolnoserbska rěc)                                 | Niederlausitz (Deutschland) in der Umgebung von Cottbus | 12 Tsd.                                        |
| Obersorbisch (hornjoserbska rěč)                                  | Oberlausitz (Deutschland) in der Umgebung von Bautzen | 55 Tsd.                                        |
| Polnisch (język polski)                                           | Polen, Belarus, Ukraine, Israel, Tschechien, Litauen, Nordamerika, Westeuropa, Brasilien, Australien                                                                                                   | 48,6 Mio.–50,6 Mio.                            |
| Kaschubisch (kaszëbsczi jãzëk)                                    | in Polen westlich und südlich von Danzig | 50 Tsd.                                        |
| Slowakisch (slovenský jazyk)                                      | Slowakei, Vojvodina (Serbien), Ungarn, Rumänien, Tschechien, Ukraine, Kroatien, Nordamerika, Australien, Westeuropa                                                                                    | 6 Mio.                                         |
| Tschechisch (český jazyk)                                         | Tschechien, angrenzende Länder (v. a. Slowakei), Nordamerika, Westeuropa, Australien | 12 Mio.                                        |
| Südslawische Sprachen                                             | |                                                |
| Slowenisch (slovenski jezik)                                      | Slowenien, südliches Kärnten, ehemalige Provinzen Triest und Gorizia (Italien), westliches Ungarn | 2,5 Mio.                                       |
| Resianisch (rozojanski lengač)                                    | Resia-Tal in der Provinz Udine (Italien) | 1,4 Tsd.–3 Tsd.                                |
| Kroatisch (hrvatski jezik)                                        | Kroatien, Bosnien und Herzegowina, Westeuropa | 5,5 Mio.                                       |
| Burgenlandkroatisch (gradišćansko-hrvatski jezik)                 | Burgenland, Wien (Österreich), Westungarn, Südwestslowakei | 40 Tsd.–50 Tsd.                                |
| Moliseslawisch (naš jezik, na-našu)                               | Molise (Italien) | unter 2,5 Tsd.                                 |
| Bosnisch (bosanski jezik)                                         | Bosnien und Herzegowina, Serbien, Montenegro, Türkei, Nordamerika, Westeuropa | 4 Mio.                                         |
| Serbisch (српски језик, srpski jezik)                             | Serbien, Montenegro, Bosnien und Herzegowina, Kroatien, Nordmazedonien, Albanien, Rumänien, Ungarn, Türkei, Westeuropa, Amerika, Australien                                                            | 12,5 Mio.                                      |
| Serbokroatisch (srpskohrvatski jezik, hrvatskosrpski jezik)       | bis 1991 Amtssprache in Jugoslawien, Verwendung in Auswanderungsländern | 21 Mio.                                        |
| Bulgarisch (български език)                                       | Bulgarien, Ukraine, Moldawien, angrenzende Länder (Mazedonien, Ost-Serbien, Ost-Rumänien, europäischem Teil der Türkei), USA, Westeuropa                                                               | 9 Mio.                                         |
| Banater Bulgarisch (bâlgarsći jazič)                              | Banat (Rumänien, Serbien) | 25 Tsd.                                        |
| Mazedonisch (македонски јазик)                                    | Nordmazedonien, angrenzende Länder (Serbien, Griechenland, Bulgarien), Westeuropa | 2 Mio.                                         |

## Sprachkategorien

### Standardsprachen und Mikroliteratursprachen
Es ist in der Slawistik üblich, slawische Sprachen in „Standardsprachen“ und „Mikroliteratursprachen“ (auch Kleinsprachen) einzuteilen. Seit dem Zerfall Jugoslawiens und der Aufteilung der Tschechoslowakei entspricht die Anzahl slawischer Standardsprachen exakt der Anzahl slawischer Sprachen mit dem Status einer Nationalsprache. Die Mikroliteratursprachen hingegen werden von vielen Forschern, insbesondere in der angelsächsischen Literatur, lediglich als Dialekte oder Varietäten von Standardsprachen aufgefasst. Es handelt sich hierbei um eine Kategorie, die seit den 1970er Jahren entwickelt wurde und maßgeblich von Alexander Dulitschenko geprägt wurde. Ursprünglich wurden zwölf Mikroliteratursprachen identifiziert. Da es sich hierbei um einen laufenden Prozess handelt, ist die Zahl seither gestiegen und die Entstehung neuer Fälle zu erwarten. Die Mikroliteratursprachen sind in unterschiedlichen historischen Epochen entstanden und haben sich nicht alle mikrophilologisch entwickelt. Ihre weitere funktionale Entwicklung gestaltet sich einseitig. Sie können nach ethnolinguistisch-genetischen und literarisch-linguistischen Aspekten unterteilt werden.
In diesem Sinne sind
- Standardsprachen: Russisch, Ukrainisch, Belarussisch, Polnisch, Tschechisch, Slowakisch, Slowenisch, Kroatisch, Bosnisch, Serbisch, Bulgarisch und Mazedonisch.

- Mikroliteratursprachen:
  - Autonom: Obersorbisch, Niedersorbisch, Kaschubisch
  - Insular: Jugoslawo-Russinisch, Burgenlandkroatisch, Moliseslawisch, Resianisch, Banater Bulgarisch
  - Peripher-Insular: Karpato-Russinisch, Ägäis-Mazedonisch, Pomakisch, Venezianisch-Slowenisch, Bunjewatzisch
  - Peripher (Regional): Čakavisch, Kajkavisch, Štokavisch, Prekmurje-Slowenisch, Lachisch, Ostslowakisch, Westpolessisch, Schlesisch, Podhalisch (vgl. Goralisch), Mährisch, Masurisch

### Ausgestorbene slawische Sprachen
Die wichtigste ausgestorbene slawische Sprache ist das zum südslawischen Zweig gehörende Altkirchenslawische, eine Frühform des Bulgarischen, das in etwa 30 Handschriften und einigen Inschriften des 10. und 11. Jahrhunderts bezeugt ist. Vor allem anhand des Altkirchenslawischen lässt sich das Proto-Slawische, die hypothetische gemeinsame Vorgängersprache aller slawischen Sprachen, weitgehend erschließen. Weiterentwicklungen des Altkirchenslawischen – durch lokale Substrateinflüsse und bewusste Normierungsansätze entstandene, sogenannte Redaktionen des Kirchenslawischen – spielten bis zur Neuzeit eine zentrale Rolle als Literatursprache in den orthodox geprägten slawischen Gebieten. Auch heute noch wird das Neukirchenslawische in fast allen slawisch-orthodoxen Kirchen als Liturgiesprache verwendet.
Im Zuge der deutschen Ostsiedlung wurde eine größere Zahl von westslawischen Völkern assimiliert oder verdrängt, ihre Sprachen sind ausgestorben. Dies betrifft zunächst die slawischen Stämme zwischen Elbe und Oder und der Insel Rügen, die sich zum Beginn des 15. Jahrhunderts sprachlich assimilierten, dann das Polabische (auch Drawänopolabisch) im Wendland bei Lüchow (Wendland) und Dannenberg (Elbe), das in der ersten Hälfte des 18. Jahrhunderts ausgestorben ist, und schließlich das bis kurz nach 1900 in Pommern gesprochene Slowinzische. Auch die Sprecherzahl der beiden sorbischen Sprachen geht seit Jahrhunderten stetig zurück, das Niedersorbische muss heute als akut bedroht gelten.

## Grammatik im Vergleich
Slawische Sprachen weisen viele gemeinsame grammatische Merkmale auf, von denen das prominenteste der Aspekt sein dürfte. In den meisten werden die Substantive in drei Genera eingeteilt, die oft, aber nicht immer, an ihren Endungen im Nominativ Singular erkannt werden können: -∅ → maskulin, -a → feminin und -o/-e → neutrum. Außerdem wird die Belebtheitskategorie im Paradigma vor allem maskuliner Substantive markiert. Dabei wird unterschieden, ob das Substantiv Menschen/Tiere beschreibt oder nicht, und dementsprechend die Flexion angepasst. Dies äußert sich dadurch, dass bei belebten Maskulina Akk. Sg. = Gen. Sg. entspricht, während bei unbelebten Akk. Sg. = Nom. Sg. gilt:
|          |            | Singular        | Singular        | Singular        | Singular | Plural        | Plural          | Plural          | Plural |
| Sprache  | Belebtheit | Nom.            | Gen.            | Dat.            | Akk.     | Nom.          | Gen.            | Dat.            | Akk.   |
| -------- | ---------- | --------------- | --------------- | --------------- | -------- | ------------- | --------------- | --------------- | ------ |
| Polnisch | belebt     | kot             | kota            | kotu            | =Gen.    | koty          | kotów           | kotom           | =Gen.  |
| Polnisch | unbelebt   | kwiat           | kwiatu          | kwiatowi        | =Nom.    | kwiaty        | kwiatów         | kwiatom         | =Nom.  |
| Russisch | belebt     | кот (kot)       | кота́ (kota)     | коту́ (kotu)     | =Gen.    | коты́ (koty)   | кото́в (kotov)   | кота́м (kotam)   | =Gen.  |
| Russisch | unbelebt   | цвето́к (cvetok) | цветка́ (cvetka) | цветку́ (cvetku) | =Nom.    | цветы́ (cvety) | цвето́в (cvetov) | цвета́м (cvetam) | =Nom.  |

Im Bulgarischen und Mazedonischen werden die Substantive jedoch nicht mehr nach Kasus dekliniert. Stattdessen gibt es dort einen bestimmten Artikel. Nur Personalpronomina weisen als Reste einer Kasuskategorie noch verschiedene Formen für Nominativ, Dativ und Akkusativ auf. Die Belebtheitskategorie spiegelt sich in diesen Sprachen teils in den Kardinalzahlen wider. Beim Zählen belebter Maskulina benutzt man die Endung -ма (-ma), wenn der Zahlenwert zwischen 2 und 6 liegt (z. B. един мъж (edin măž) ‘1 Mann’, трима мъже (trima măže) ‘3 Männer’, седем мъже (sedem măže) ‘7 Männer’).

### Konjugation slawischer Verben
Slawische Verben können nach den grammatischen Kategorien Person und Numerus flektiert werden. Als Beispiel die Konjugation der beiden Verben mit der Bedeutung ‘nehmen’ (bzw. ‘lesen’ im Slowenischen) im Vergleich:
| Numerus             | Person              | Bulgarisch          | Serbokroatisch      | Slowenisch          | Slowakisch          | Tschechisch         | Polnisch            | Ukrainisch          | Russisch            |
| Aspekt: Imperfektiv | Aspekt: Imperfektiv | Aspekt: Imperfektiv | Aspekt: Imperfektiv | Aspekt: Imperfektiv | Aspekt: Imperfektiv | Aspekt: Imperfektiv | Aspekt: Imperfektiv | Aspekt: Imperfektiv | Aspekt: Imperfektiv |
| ------------------- | ------------------- | ------------------- | ------------------- | ------------------- | ------------------- | ------------------- | ------------------- | ------------------- | ------------------- |
| Infinitiv:          | Infinitiv:          | –                   | brati               | bráti               | brať                | brát                | brać                | брáти (bráti)       | брать (bratʹ)       |
| Singular            | 1                   | бера (bera)         | berem               | bérem               | beriem              | beru                | biorę               | берý (berú)         | берý (berú)         |
| Singular            | 2                   | береш (bereš)       | bereš               | béreš               | berieš              | bereš               | bierzesz            | берéш (beréš)       | берёшь (berёšʹ)     |
| Singular            | 3                   | бере (bere)         | bere                | bére                | berie               | bere                | bierze              | берé (beré)         | берёт (berёt)       |
| Plural              | 1                   | берем (berem)       | beremo              | béremo              | berieme             | bereme              | bierzemy            | беремо́ (beremó)     | берём (berёm)       |
| Plural              | 2                   | берете (berete)     | berete              | bérete              | beriete             | berete              | bierzecie           | берете́ (bereté)     | берёте (berёte)     |
| Plural              | 3                   | берат (berat)       | beru                | bérejo              | beru                | berou               | biorą               | берýть (berútʹ)     | берýт (berút)       |
| Aspekt: Perfektiv   |                     |                     |                     |                     |                     |                     |                     |                     |                     |
| Infinitiv:          | Infinitiv:          | –                   | uzeti               | vzéti               | vziať               | vzít                | wziąć               | взяти (vzjati)      | взять (vzjatʹ)      |
| Singular            | 1                   | взема (vzema)       | uzmem               | vzámem              | vezmem              | vezmu               | wezmę               | візьмý (vizʹmú)     | возьмý (vozʹmú)     |
| Singular            | 2                   | вземеш (vzemeš)     | uzmeš               | vzámeš              | vezmeš              | vezmeš              | weźmiesz            | ві́зьмеш (vízʹmeš)   | возьмёшь (vozʹmёš)  |
| Singular            | 3                   | вземе (vzeme)       | uzme                | vzáme               | vezme               | vezme               | weźmie              | ві́зьме (vízʹme)     | возьмёт (vozʹmёt)   |
| Plural              | 1                   | вземем (vzemem)     | uzmemo              | vzámemo             | vezmeme             | vezmeme             | weźmiemy            | ві́зьмемо (wízʹmemo) | возьмём (vozʹmёm)   |
| Plural              | 2                   | вземете (vzemete)   | uzmete              | vzámete             | vezmete             | vezmete             | weźmiecie           | ві́зьмете (vízʹmete) | возьмёте (vozʹmёte) |
| Plural              | 3                   | вземат (vzemat)     | uzmu                | vzámejo             | vezmu               | vezmou              | wezmą               | ві́зьмуть (vízʹmut') | возьмýт (vozʹmút)   |

### Kasus in den slawischen Sprachen
Die meisten modernen slawischen Sprachen haben sechs Kasus.
Die Kasussysteme dieser Sprachen besitzen über die auch im Deutschen bekannten vier Fälle (Nominativ, Genitiv, Dativ, Akkusativ) hinaus noch einen Instrumental und einen Lokativ (im Russischen Präpositiv genannt), der nur mit bestimmten Präpositionen gebildet wird.
Im Bulgarischen und Mazedonischen ist der morphologische Kasus bei den Substantiven verloren gegangen.

#### Deklination
In den slawischen Sprachen werden Adjektive nach den zwei Merkmalen Genus und Numerus dekliniert.
Drei Genera (maskulin, feminin, neutral) bilden einen Rahmen für zwei Deklinationstypen
a) Wörter, die auf einen harten (gewöhnlichen) Konsonanten enden,
b) Wörter, die auf einen weichen (palatalen) Konsonanten enden
|                 | Russisch | Russisch | Polnisch  | Polnisch | Serbisch | Serbisch |
| --------------- | -------- | -------- | --------- | -------- | -------- | -------- |
|                 | Singular | Plural   | Singular  | Plural   | Singular | Plural   |
| Nom.            | sosed    | -di      | sąsiad    | -edzi    | sused    | -di      |
| Gen.            | soseda   | -dej     | sąsiada   | -adow    | suseda   | -dā      |
| Dat.            | sosedu   | sosed'am | sąsiadowi | -adom    | susedu   | -dim     |
| Akk.            | soseda   | -dej     | sąsiada   | -adow    | suseda   | -de      |
| Instr.          | sosedom  | -d'ami   | sąsiadem  | -adami   | susedom  | -dim     |
| Lok. oder Präp. | sosede   | d'ach    | sąsiadize | -adach   | susedu   | -dim     |

## Wortschatz im Vergleich
Der Wortschatz des Urslawischen kann teilweise mit Methoden der vergleichenden Sprachwissenschaft anhand später schriftlich festgehaltener slawischer Sprachen sowie überlieferter slawischer Wörter in anderen Sprachen rekonstruiert werden. In der folgenden Tabelle sind einige slawische Wortgleichungen mit den rekonstruierten urslawischen Formen (zweitletzte Spalte) und der entsprechenden indogermanischen Wortwurzel (letzte Spalte) dargestellt. Diese Tabelle zeigt den engen Verwandtschaftsgrad der slawischen Sprachen untereinander.
Das Beispiel Kopf zeigt deutlich die bereits beim urslawischen Lautprozess der Tendenz zur steigenden Silbensonorität einsetzende Auseinanderentwicklung der drei slawischen Sprachzweige.
Rekonstruierte, nicht belegte Formen werden mit einem vorangestellten Sternchen * markiert. Die in kyrillischer Schrift geschriebenen Sprachen (Russisch, Ukrainisch, Bulgarisch, Mazedonisch, Altkirchenslawisch) werden transliteriert.
Slawische Wortgleichungen
| Bedeutung | Russisch                   | Ukrainisch                                | Polnisch     | Tschechisch/ Slowakisch               | Obersorbisch       | Slowenisch  | Kroatisch/ Bosnisch/ Serbisch | Bulgarisch/ Mazedonisch            | AltKslaw. | Urslawisch | Indogerm.         |
| --------- | -------------------------- | ----------------------------------------- | ------------ | ------------------------------------- | ------------------ | ----------- | ----------------------------- | ---------------------------------- | --------- | ---------- | ----------------- |
| Auge      | глаз (glaz), око (oko)     | око (oko)                                 | oko          | oko                                   | woko               | oko         | oko                           | око (oko)                          | oko       | *ȍko       | *h₃okʷ-os         |
| Bruder    | брат (brat)                | брат (brat)                               | brat         | bratr / brat                          | bratr              | brat        | brat                          | брат (brat)                        | bratrъ    | *bràtrъ    | *bʰréh₂tēr        |
| Fuß, Bein | нога (noga)                | нога (noha)                               | noga         | noha                                  | noha               | noga        | noga                          | крак/нога (krak/noga)              | noga      | *nogà      | *h₃nogʷʰ- ‚Nagel‘ |
| Hand, Arm | рука (ruka)                | рука (ruka)                               | ręka         | ruka                                  | ruka               | roka        | ruka                          | ръка/рака (răka/raka)              | rǫka      | *rǭkà      | *wronk-eh₂-       |
| Herz      | сердце (serdce)            | серце (serce)                             | serce        | srdce                                 | wutroba            | srce        | srce                          | сърце/срце (sărce/srce)            | srьdьce   | *sьrdьce   | *ḱr̥d-ik-io-       |
| Kopf      | головa (golowa)            | голова (holowa)                           | głowa        | hlava                                 | hłowa              | glava       | glava                         | глава (glawa)                      | glava     | *golvà     | *golH-u- ‚kahl‘   |
| Mutter    | мать (mat’), мама (mama)   | матір (matir) мати (maty), мама (mama)    | matka, mama  | matka, máti / matka, mať, mater, mati | mać                | mati, mater | mati (Akk. mater), majka      | майка/мајка (majka)                | mati      | *màti      | *méh₂tēr          |
| Nase      | нoc (nos)                  | ніс (nis)                                 | nos          | nos                                   | nós                | nos         | nos                           | нос (nos)                          | –         | *nȏsъ      | *nh₂-es-          |
| Ohr       | ухо (ucho)                 | вухо (wucho)                              | ucho         | ucho                                  | wucho              | uho         | uho / uho / uvo               | ухо/уво (ucho/uvo)                 | uxo       | *ȗxo       | *h₂eus-os-        |
| Schwester | сестра (sestra)            | сестра (sestra)                           | siostra      | sestra                                | sotra              | sestra      | sestra                        | сестра (sestra)                    | sestra    | *sestrà    | *swésōr           |
| Sohn      | сын (syn)                  | син (syn)                                 | syn          | syn                                   | syn                | sin         | sin                           | син (sin)                          | synъ      | *sy̑nъ      | *suHnús           |
| Tochter   | дочь (doč'), дочка (dočka) | донька (don'ka)                           | córka        | dcera / dcéra                         | dźowka             | hči         | kći / kćerka / ćerka          | дъщеря / ќерка (dăšterija / ḱerka) | dъšti     | *dъkti     | *dʰugh₂tḗr        |
| Vater     | отец (otec), папа (papa)   | батько (bat'ko), тато (tato), папа (papa) | ojciec, tata | otec /oteʦ//otec /oceʦ/               | nan wótc (gehoben) | oče, ata    | otac, tata                    | баща, татко (bašta / tatko)        | otьcь     | *otьcь     | *atta             |
| Fisch     | рыба (ryba)                | риба (ryba)                               | ryba         | ryba                                  | ryba               | riba        | riba                          | риба (riba)                        | ryba      | *ryba      | *dʰǵʰu-           |

## Einige deutsche Wörter slawischer Herkunft
Doline – Droschke – Grenze – Gurke – Kolchos – Kren – Nerz – Quark – Reizker – Ogonek – Petschaft – Peitsche – Pistole – Pogrom – Ponor – Roboter – Samowar – Schmetterling – Sputnik – Stieglitz – Troika – Vampir – Weichsel – Zobel – Zeisig